# Cenosteo

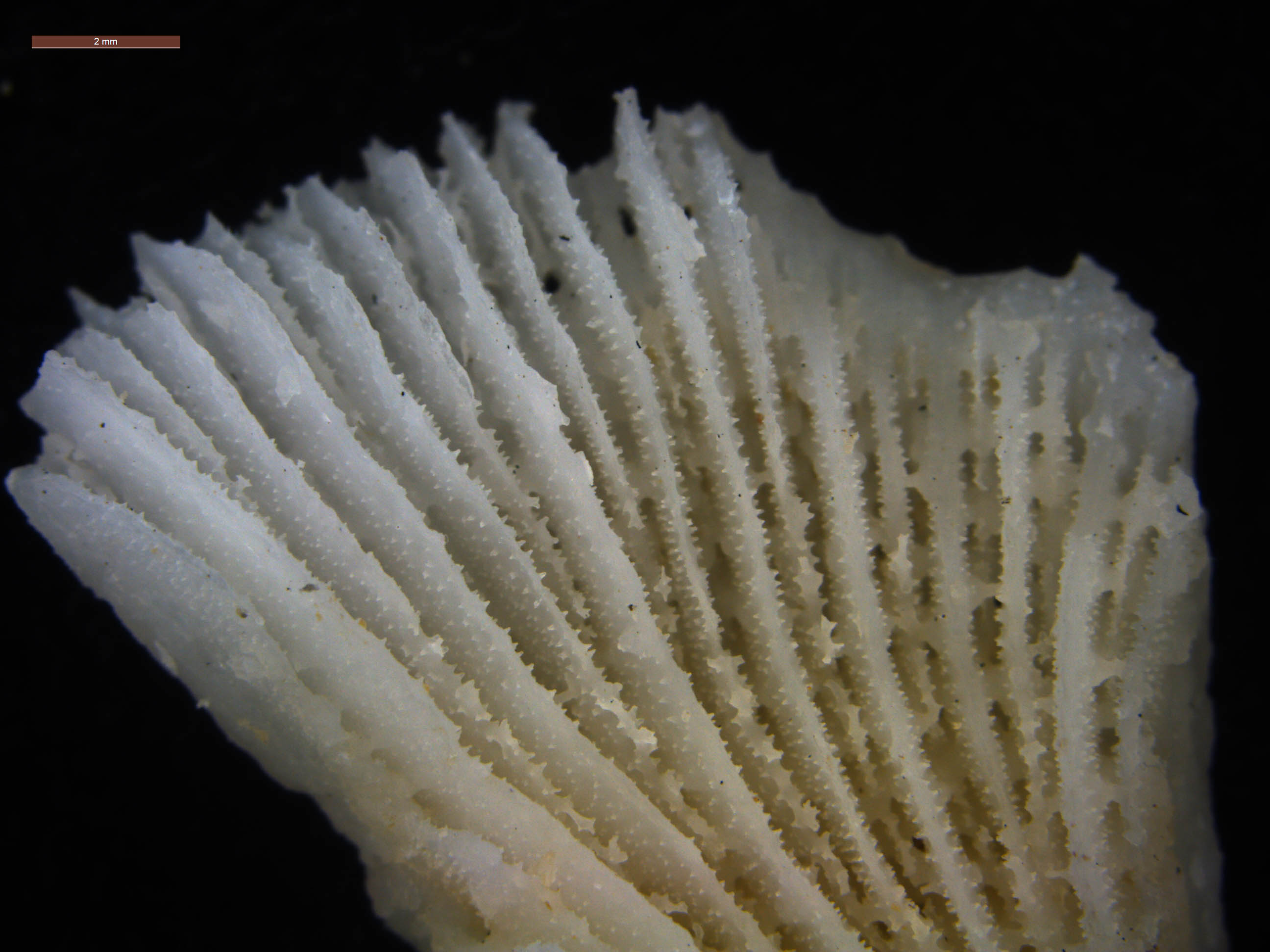
Cenosteo di Fungia al microscopio.

Nei coralli, il cenosteo è lo strato di materiale scheletrico poroso secreto dal cenosarco, posto fra i coralliti.
Il cenosteo è composto da aragonite, una forma cristallina di carbonato di calcio. A volte, il cenosteo ha ornamenti come creste e verruche, visibili come aree rialzate del cenosarco.
La struttura del cenosteo può variare molto da una specie all'altra. È solcato in senso longitudinale da numerose scanalature che sono ricoperte dal cenosarco; i canali creati da queste scanalature lungo l'intera colonia, sono usati dai polipi della colonia al fine di scambiarsi i nutrimenti.
L'insieme di cenosteo e corallite è chiamato corallum.